# ココロ部!
『ココロ部!』は、NHK Eテレで2015年4月3日より放送されている学校放送向け番組で、小学校高学年から中学生を対象とした道徳番組。字幕放送、及び視覚障害者向けに副音声による解説放送。

## 番組概要
この番組では、道徳力を楽しんで身につけるとともに、アンジャッシュ児嶋（稀にアンジャッシュ渡部）が演じる人物になった時のピンチを考える番組である。
2020年6月のアンジャッシュ渡部の不倫騒動による芸能活動自粛を受け、番組はWebサイト「NHK for school」での配信を停止していた。その後、2020年10月よりリニューアル版に差し替えられて放送・配信を再開。渡部の登場していたシーンはカットされ、替わって部長カンガエールが姿を現し、メールで意見を聞くというスタイルが採られている。

## 放送時間
いずれも日本時間。
- パイロット版
  - 2014年11月3日（月曜日）：09:00 - 09:10
- 本放送
  - 2015年度：毎週金曜日 09:50 - 10:00（4月 - 9月）、毎週月曜日 15:30 - 15:40（10月 - 12月）
  - 2016年度：毎週木曜日 09:35 - 09:45（4月 - 9月）、毎週月曜日 15:30 - 15:40（10月 - 12月）
  - 2017年度：毎週木曜日 09:25 - 09:35（4月 - 9月）、毎週月曜日 15:30 - 15:40（10月 - 翌年3月）
  - 2018・2019年度：毎週金曜日 09:40 - 09:50（2018年度は通年、2019年度は4月 - 9月のみの放送）
  - 2020年度：毎週金曜日 09:20 - 09:30（10月 - 翌年3月のみの放送）
  - 2021・2023年度：毎週金曜日 09:30 - 09:40（4月 - 9月のみの放送）
  - 2022年度：毎週金曜日 09:30 - 09:40（10月 - 翌年3月のみの放送）

## 出演者
- 部員 - 児嶋一哉（アンジャッシュ） ※2019年度までの原版では渡部とともにスタジオにも登場していたが、2020年度再編集版は専らドラマパートのみの出演となっている。
- 部長（カンガエール）の声 - 玄田哲章 ※原版では姿は見せず声のみ。2020年度再編集版では着ぐるみキャラクター（スーツアクター：谷口敏也）としてスタジオ進行を担当。

### 過去の出演者
- 部員 - 渡部建（アンジャッシュ） ※原版の進行役であったが、「海を渡るざるそば」「ダンスパートナーはだれと?」では児嶋と役割を入れ替えてドラマパートに登場した。2020年6月をもって事実上の降板

## 放送リスト
初年度は10回分が制作され、2016年に4回分追加制作されて全14回となった。しかし、2020年度の再編集時は、渡部がドラマパートに登場した先述のエピソードを外す必要があったため、それらを含めた4回分がお蔵入りとなり、残る10回分のみのシリーズとなった。
| 回 | 初回放送日    | 初回放送日     | タイトル                  | ゲスト |
| 回 | 原版          | 2020年再編集版 | タイトル                  | ゲスト |
| -- | ------------- | -------------- | ------------------------- | --- |
| 1  | 2015年4月3日  | 2020年10月7日  | こまったプレゼント        | 鈴木：野間口徹 OL：恒吉梨絵、藤原希 |
| 2  | 2015年4月24日 | 2021年2月17日  | 最後のリレー              | 田村圭生 片山景介 岩山雄大 篠田光亮 |
| 3  | 2015年5月15日 | 2020年11月14日 | おくれてきた客            | おばあちゃん：星野晶子 娘：小橋めぐみ 警備員：鳥山昌克 カップル：日比野線、まひる                                                                    |
| 4  | 2015年5月29日 | 2020年11月18日 | みんなに合わせる"友情"    | 西村優奈 タイキ：河合諒 ナナミ：小宮有紗 クラスメイト：宝映テレビプロダクション                                                                      |
| 5  | 2015年6月12日 | 2020年12月2日  | だれを先に乗せる？        | こわそうな男性：戸塚純貴 やさしそうなおばあさん：恩田恵美子 笑顔のすてきな女性：秋月三佳 体格のいい男性：HARASHIMA 運転手：佐伯新 佐藤さん：真山章志 |
| 6  | 2015年6月26日 | -              | 進路のゆくえ              | 本城丸裕 駒木根隆介 津島瑞穂 青柳文太郎 |
| 7  | 2015年7月10日 | 2021年1月6日   | 外国から来た転校生        | エレナ：ジェニファー・ピエレット ミキ：神崎れな クラスメイト：宝映テレビプロダクション                                                               |
| 8  | 2015年8月21日 | -              | 白球のライバル            | 佐藤王宝 五十嵐健人 |
| 9  | 2015年9月11日 | 2021年3月3日   | カメラマンの選択          | 鈴木雅也 広山詞葉 松葉祥子 小林凛輝 |
| 10 | 2015年9月25日 | 2021年1月20日  | まほうのスケートぐつ      | 高橋修 コーチ：久ヶ沢徹 毎川一輝 前田峻輔 市原清彦                                                                                                   |
| 11 | 2016年4月7日  | 2021年2月3日   | ぼくらの村の未来          | 井上さん：大路恵美 長老：奥野匡 かわのをとや 平川和宏                                                                                                |
| 12 | 2016年4月21日 | -              | 海を渡るざるそば          | 父：渡辺哲 パランギ：リッキー |
| 13 | 2016年5月12日 | -              | ダンスパートナーはだれと? | 藤崎奈々子 ナツコ：玉手みずき 野々宮かおり |
| 14 | 2016年5月26日 | 2020年10月21日 | みんなの自由な公園        | 田中夫婦：若尾義昭、松田真知子 主婦：水津亜子、泉美樹里、瀬戸麻文 大学生：東将司、佐藤勇人、安川里奈 小学生：NHK東京児童劇団                         |